# Berezołupy Wielkie
Berezołupy Wielkie (ukr. Березолуки) – wieś w rejonie rożyszczeńskim obwodu wołyńskiego, założona w 1570 r. W II Rzeczypospolitej miejscowość była siedzibą gminy wiejskiej Szczurzyn w powiecie łuckim województwa wołyńskiego. Wieś liczy 390 mieszkańców.
W czasie okupacji niemieckiej mieszkająca w Berezołupach ukraińska rodzina Dubinskich udzielała pomocy Żydom. W 1990 roku Instytut Jad Waszem uhonorował Jozefa i Mariję Dubinskich tytułami Sprawiedliwych wśród Narodów Świata.